# بيير دي ويت
بيير دي ويت (بالألمانية: Pierre De Wit)‏ (26 سبتمبر 1987 كولونيا ألمانيا - ) هو لاعب كرة قدم ألماني يلعب كلاعب وسط.

## روابط خارجية
- بيير دي ويت على موقع قاعدة بيانات كرة القدم.إي يو (الإنجليزية)
- بيير دي ويت على موقع بيانات كرة القدم. دي إي (الألمانية)
- بيير دي ويت على موقع Soccerway.com (الإنجليزية)
- بيير دي ويت على موقع عالم كرة القدم.نت (الإنجليزية)